# 月野木隆
月野木 隆（つきのき たかし、1954年 - ）は、日本の映画監督。

## 略歴
鹿児島県霧島市横川町出身。市立横川中学校時代は、剣道部で活躍した。昭和48年県立加治木高等学校卒業・映画監督・今村昌平主宰の横浜放送映画専門学院（現・日本映画大学）を1975年に1期生として卒業後、今村に師事した。『楢山節考』『女衒』『黒い雨』等の助監督を務め、『白い犬とワルツを』で監督デビューした。北野武の『その男、凶暴につき』の助監督も務めた。

## 映画作品

### 監督
- 『白い犬とワルツを』（2002年）
- 『深紅』（2005年）
- 『I am 日本人』（2006年）
- 『Father』「手を伸ばせば」（2013年）

### 助監督・監督補
- 『楢山節考』（1983年）
- 『女衒』（1987年）
- 『クレージーボーイズ』（1988年）
- 『TOMORROW　明日』（1988年）
- 『黒い雨』（1989年）
- 『その男、凶暴につき』（1989年）
- 『浪人街』（1990年）
- 『つぐみ』（1990年）
- 『ご挨拶』（1991年）
- 『ジェームス山の李蘭』（1992年）
- 『結婚』（1993年）
- 『RAMPO　奥山監督版』（1994年）
- 『RAMPO　インターナショナル・ヴァージョン』（1995年）
- 『人でなしの恋』（1995年）

### プロデューサー
- 『F エフ』（1998年）
- 『本日またまた休診なり』（2000年）

### 協力
- 『大統領のクリスマスツリー』（1996年）